# Tuzak
Tuzak è un serial televisivo drammatico turco, trasmesso su TV8 dal 19 ottobre 2022 al 28 aprile 2023. È diretto da Aytaç Çiçek, scritto da Eylem Canpolat, Ayşenur Sıkı e Ali Yörükoğlu, prodotto da Fabrika Yapım e Acun Medya ed ha come protagonisti Akın Akınözü, Bensu Soral e Talat Bulut.

## Trama
Al centro degli eventi c'è un uomo d'affari molto rispettato e abbastanza ricco. Ma un giorno si rende conto che la sua attività è in grave pericolo, e allora decide di cercare l'aiuto di un avvocato professionista. L'uomo d'affari assume Umut, che non era solo intelligente e volgare, ma aveva anche un grande talento.
Nonostante Umut fosse uno dei migliori avvocati in Turchia, la sua vita finì dopo la morte della sua amata moglie. Umut incolpa l'uomo d'affari per il terribile incidente che lo ha privato della felicità una volta per tutte. È ossessionato dalla sete di vendetta e quindi ha accettato di lavorare per la numerosa compagnia del suo nemico più giurato. Si pone l'obiettivo di distruggere l'azienda dall'interno e, soprattutto, intende far perdere la vita al suo proprietario.

## Episodi
| Stagione       | Episodi | Prima TV Turchia | Prima TV Italia |
| -------------- | ------- | ---------------- | --------------- |
| Prima stagione | 26      | 2022-2023        | inedita         |

### Prima stagione (2022-2023)
| n° | Titolo originale | Prima TV Turchia |
| -- | ---------------- | ---------------- |
| 1  | 1. Bölüm         | 19 ottobre 2022  |
| 2  | 2. Bölüm         | 26 ottobre 2022  |
| 3  | 3. Bölüm         | 2 novembre 2022  |
| 4  | 4. Bölüm         | 9 novembre 2022  |
| 5  | 5. Bölüm         | 16 novembre 2022 |
| 6  | 6. Bölüm         | 23 novembre 2022 |
| 7  | 7. Bölüm         | 30 novembre 2022 |
| 8  | 8. Bölüm         | 7 dicembre 2022  |
| 9  | 9. Bölüm         | 14 dicembre 2022 |
| 10 | 10. Bölüm        | 22 dicembre 2022 |
| 11 | 11. Bölüm        | 29 dicembre 2022 |
| 12 | 12. Bölüm        | 5 gennaio 2023   |
| 13 | 13. Bölüm        | 12 gennaio 2023  |
| 14 | 14. Bölüm        | 19 gennaio 2023  |
| 15 | 15. Bölüm        | 26 gennaio 2023  |
| 16 | 16. Bölüm        | 2 febbraio 2023  |
| 17 | 17. Bölüm        | 24 febbraio 2023 |
| 18 | 18. Bölüm        | 3 marzo 2023     |
| 19 | 19. Bölüm        | 10 marzo 2023    |
| 20 | 20. Bölüm        | 17 marzo 2023    |
| 21 | 21. Bölüm        | 24 marzo 2023    |
| 22 | 22. Bölüm        | 31 marzo 2023    |
| 23 | 23. Bölüm        | 7 aprile 2023    |
| 24 | 24. Bölüm        | 14 aprile 2023   |
| 25 | 25. Bölüm        | 21 aprile 2023   |
| 26 | 26. Bölüm        | 28 aprile 2023   |

## Personaggi e interpreti
- Umut Yörükoğlu / Çınar Yılmaz (episodi 1-26), interpretato da Akın Akınözü.
- Ceren Gümüşay (episodi 1-26), interpretata da Bensu Soral.
- Demir Gümüşay (episodi 1-26), interpretato da Talat Bulut.
- Luna (episodi 1-23), interpretata da İlayda Çevik.
- Güven Gümüşay (episodi 1-26), interpretato da Rıza Kocaoğlu.
- Mete Gümüşay (episodi 1-26), interpretato da Yağız Can Konyalı.
- Mahir "Çetin" Yörükoğlu (episodi 1-26), interpretato da Emir Benderlioğlu.
- Ali (episodi 1-26), interpretato da Onur Durmaz.
- Ayşe (episodi 1-26), interpretata da Naz Göktan.
- Umay "Nil" Yörükoğlu (episodi 1-23, 26), interpretata da Eylül Su Sapan.
- Meral (episodi 9-21), interpretata da Servet Pandur.

## Produzione
La serie è diretta da Aytaç Çiçek, scritta da Eylem Canpolat, Ayşenur Sıkı e Ali Yörükoğlu e prodotta da Fabrika Yapım e Acun Medya.

### Riprese
Le riprese della serie sono iniziate il 5 settembre 2022 a Istanbul, mentre alcune riprese sono state realizzate ad Atene (in Grecia).

## Promozione
L'esordio della serie, previsto per il 19 ottobre 2022, è stato annunciato l'11 ottobre da TV8, tramite il proprio profilo Twitter. I primi promo della serie sono stati rilasciati tra la fine di settembre e inizio ottobre 2022.